# Mojtaba Moharrami
Mojtaba Moharrami   (Teheran, 16 d'abril de 1964) fou un futbolista iranià de la dècada de 1980 i entrenador de futbol.
Fou internacional amb la selecció de futbol de l'Iran. Pel que fa als clubs destacà a Shahin FC i Persepolis FC.